# Ailuropoda melanoleuca
Il panda gigante o panda maggiore (Ailuropoda melanoleuca David, 1869) è un mammifero appartenente alla famiglia degli ursidi. Originario della Cina centrale, vive nelle regioni montuose del Sichuan; è divenuto, verso la seconda metà del XX secolo, un emblema nazionale cinese, dal 1982 raffigurato sulle monete auree  (serie Panda Dorato) e argentee (serie Panda Argentato) cinesi, oltre che simbolo del WWF.

## Caratteristiche
Il nome scientifico è Ailuropoda melanoleuca, dal greco antico che significa letteralmente piede di gatto - nero bianco. Il termine panda deriva molto probabilmente dal nepali ponya.
Nonostante il fatto che secondo la tassonomia si tratti di un carnivoro, la sua dieta è essenzialmente quella di un erbivoro. In effetti si nutre quasi esclusivamente di bambù (fino a 40 kg al giorno). Tecnicamente, come molti altri animali, è onnivoro (è noto che il panda accompagna con uova, insetti ed occasionalmente carogne, i suoi pasti a base di bambù). Il panda però non mangia molta carne perché circa 4,2 milioni di anni fa il gene T1R1 è mutato, facendogli perdere la capacità di percepire il sapore umami, che dà il sapore alla carne per gli onnivori e i carnivori. Le sue orecchie si muovono durante la masticazione.
È imparentato alla lontana con il panda rosso (o panda minore), ma la somiglianza tra i due nomi sembra più che altro provenire dalla comune alimentazione basata sul bambù, dalle tipiche macchie nere intorno agli occhi e dal cosiddetto "falso pollice". Prima che tale parentela con il panda minore venisse scoperta nel 1901, il panda gigante era conosciuto dagli anglofoni come Parti-coloured bear (letteralmente, "orso bicolore").
Per molti decenni la precisa classificazione tassonomica del panda è stata oggetto di discussione, in quanto sia i panda giganti sia i panda rossi presentano al contempo caratteristiche appartenenti agli orsi e ai procioni. Comunque, esami genetici hanno rivelato che i panda giganti sono veri e propri orsi, appartenenti a pieno titolo alla famiglia degli Ursidi. La specie di orsi ad essi più vicina è quella dell'orso dagli occhiali del Sud America. Resta in discussione se i panda rossi vadano collocati o meno tra gli Ursidi oppure nella famiglia dei Procyonidae. Le origini del panda gigante vanno ricercate in alcune forme del Miocene medio - superiore (circa 12 - 10 milioni di anni fa). Gli europei Agriarctos e Kretzoiarctos sembrano appartenere allo stesso ramo evolutivo di Ailuropoda, così come Ailurarctos, vissuto in Cina. Fossili di panda giganti veri e propri (genere Ailuropoda) risalgono al Pliocene superiore della Cina (poco meno di tre milioni di anni fa). Ailuropoda microta, questo il nome della specie fossile, possedeva già le specializzazioni della forma attuale, ma era più piccolo. Un'altra specie fossile, Ailuropoda bacconi, più grande dell'odierno panda gigante, è conosciuta in terreni del Pleistocene cinese.
Il panda gigante è dotato di un insolito palmo, fornito di un cosiddetto "falso pollice" e cinque dita; il "falso pollice" è in effetti il frutto di una modificazione intervenuta all'osso del polso. Il "falso pollice" consente al panda di afferrare le canne di bambù, che porta quindi alla bocca e sbuccia con i denti per poi divorarne la polpa. Sembrerebbe, quindi, che il panda abbia sei dita, ma dal punto di vista anatomico quel "pollice" non rappresenta un dito. Infatti è solamente lo sviluppo dell'osso sesamoide radiale, che rappresenta un'esigua parte del polso degli altri animali. Stephen Jay Gould vi ha scritto un saggio, ed ha utilizzato successivamente il titolo Il pollice del panda per una collezione di saggi pubblicati in volume.
Il panda è lungo da 1,20 a 1,90 m, alto da 60 a 90 cm ed ha un peso che può variare dagli 80 ai 200 kg. Può vivere di solito fino a 35/40 anni.
I panda giganti vivono solitari per tutto l'anno, tranne per il periodo degli amori. A differenza di molti altri orsi, non vanno in letargo ma rimangono sempre attivi.

### Riproduzione
Il tasso di natalità del panda è molto basso, sia allo stato naturale sia in cattività: la femmina alleva soltanto un piccolo e, se partorisce due gemelli, non riesce ad occuparsi di entrambi ma si occupa di uno solo.
Lo svezzamento si completa in nove mesi, ma i piccoli restano con la madre fino ai 18 mesi, nell'arco dei quali imparano come procurarsi il cibo e come sfuggire ai predatori. In generale il periodo di gravidanza è di circa 4 mesi (anche se prima di avere la vera e propria gravidanza il panda deve assumere dei tipi specifici di bambù, facendo andare quindi l'ovulo fecondato in una sorta di animazione sospesa, e ciò può durare anche fino a 2-3 mesi), e nascono con un peso di 1/900 della madre (se un panda medio è di circa 90 kg, il cucciolo è di solo 100 grammi), sono ciechi e non possiedono una capacità di termoregolazione, in quanto nascono quasi privi di pelo (questo solo fino a pochi mesi dopo la nascita). Inoltre, poiché il panda ha un tempo di gravidanza molto breve, specie se comparato agli altri orsi, nasce anche sottosviluppato: infatti, dalle Tac si è notato che il cervello del panda neonato non era del tutto formato, il che spiega anche il fenomeno delle "gravidanze fantasma".
I panda raggiungono la maturità sessuale tra il 4º e il 6º anno di vita. Il periodo riproduttivo dura solo 1-3 settimane all'anno, tuttavia la femmina di panda è fertile solo per 24 ore all'anno.
Gli animali sono in genere consanguinei poiché sia nelle aree protette che in natura sono sparsi in gruppi poco numerosi. Se fossero liberi di vagare da una montagna all'altra, cosa impossibile a causa delle vallate occupate dagli insediamenti umani, potrebbero riprodursi con esemplari di altri gruppi contribuendo alla variabilità del loro genoma.
Per favorire la riproduzione degli esemplari in cattività è stato a volte impiegato un metodo che prevede la visione da parte degli stessi di filmati che mostrano rapporti sessuali tra panda.
La radice di questo metodo è in Thailandia ed è stato reso popolare dai risultati di un esperimento eseguito su diversi panda giganti adulti cresciuti in cattività nel parco Chiang Mai Zoo, ai quali si è mostrata una serie di video di accoppiamenti di altri panda giganti.
Altri metodi, tra cui l'uso del viagra per stimolare sessualmente il panda, non hanno avuto esito positivo.

### Predatori
Pur essendo un orso, il panda ha dei predatori: a terra è braccato dall'orso bruno, dall'orso nero asiatico, dal lupo e dal cuon; sugli alberi invece è inseguito dal leopardo e dal leopardo delle nevi. Nessuno di questi animali caccia abitualmente i panda, e comunque gli attacchi si concentrano spesso sui piccoli, dato che un panda gigante adulto è un pericoloso avversario.

## Tassonomia

### Classificazione
Per molti decenni, la precisa classificazione tassonomica del panda gigante è stata oggetto di discussione, in quanto condivideva alcune caratteristiche sia con gli orsi sia con i procioni. Tuttavia, studi molecolari hanno indicato che il panda gigante è un vero e proprio orso, parte della famiglia Ursidae. Questi studi hanno anche mostrato che il panda si differenziò molto presto (circa 19 milioni di anni fa) dal lignaggio principale degli ursidi; poiché è il membro più basale del gruppo, è equidistante da tutti gli altri ursidi esistenti ed è stato talvolta indicato come un fossile vivente.
Nonostante il nome, il tipo d'habitat e la dieta in comune, oltre ad un osso allargato chiamato pseudo-pollice (che lo aiuta ad afferrare i germogli di bambù di cui si nutre), il panda gigante e il panda rosso sono solo lontanamente imparentati.

### Etimologia

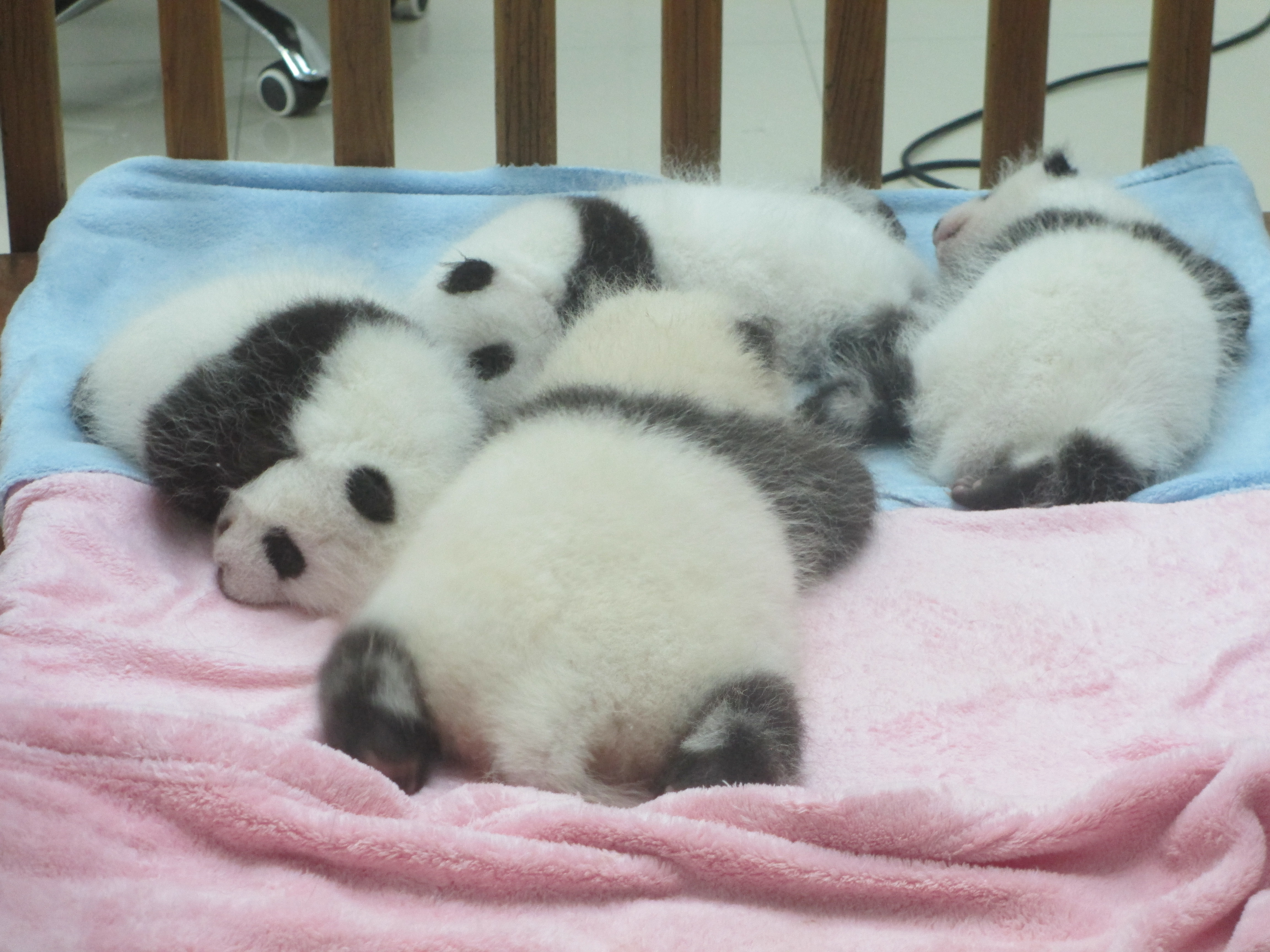
Cuccioli di panda gigante

La parola panda è stata presa in prestito in inglese (e anche in italiano) dal francese, ma non è stata trovata alcuna spiegazione conclusiva sull'origine della parola francese panda. La spiegazione più plausibile è che derivi dalla parola nepalese ponya, probabilmente riferendosi allo pseudo-pollice del panda rosso, originario del Nepal. Il mondo occidentale originariamente applicava questo nome al panda rosso.
In diverse fonti più antiche, il nome "panda" o "panda comune" si riferisce al meno noto panda rosso, rendendo così necessario l'inserimento degli aggettivi "gigante" e "rosso" o "minore". Anche nel 2013, l'Encyclopædia Britannica utilizzava ancora i nomi comuni come "panda gigante" o "orso panda" per il panda comune, e semplicemente "panda" per il panda rosso, nonostante l'uso popolare della parola "panda" venga usata principalmente per riferirsi ai panda comuni.
Fin dalla prima raccolta di scritti cinesi, la lingua cinese ha dato all'orso 20 nomi diversi, come huāxióng(花熊 "orso macchiato") e zhúxióng (竹熊 "orso di bambù"). I nomi più popolari in Cina oggi sono dàxióngmāo (大熊貓 letteralmente "orso gatto gigante"), o semplicemente xióngmāo (熊貓 "orso gatto"). Il nome xióngmāo ( 熊貓 "orso gatto") era originariamente usato per descrivere il panda rosso (Ailurus fulgens), ma poiché si pensava che il panda gigante fosse strettamente legato al panda rosso, (大熊貓) è stato nominato di conseguenza.
A Taiwan, un altro nome popolare del panda è damāoxióng invertito (大貓熊 "gatto orso gigante"), sebbene molte enciclopedia e dizionari a Taiwan usino ancora la forma "gatto orso" come nome corretto. Alcuni linguisti sostengono, in questa costruzione, "orso" anziché "gatto" sia il nome base, rendendo questo nome più grammaticalmente e logicamente corretto, il che potrebbe aver portato alla scelta popolare nonostante gli scritti ufficiali. Questo nome non ebbe molta popolarità fino al 1988, quando uno zoo privato a Tainan dipinse un orso bianco e nero e creò l'incidente del falso panda di Tainan.

### Sottospecie

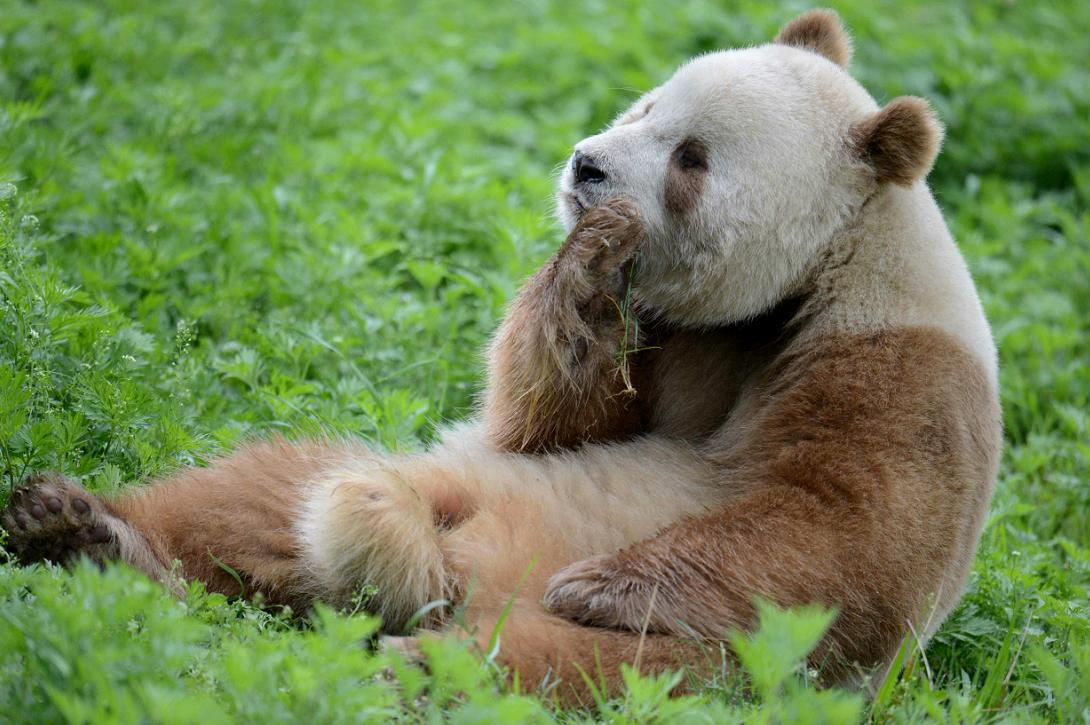
Il panda del Qinling ha un mantello più chiaro con macchie marrone chiaro e bianco

Sono state riconosciute due sottospecie del panda gigante, sulla base di misurazioni craniche distinte, pattern della colorazione, e pool genetico della popolazione:
- La sottospecie nominale, A. m. melanoleuca, è composta dalle popolazioni più numerose del panda gigante. Questi animali si trovano principalmente nel Sichuan e mostrano la tipica colorazione bianca e nera;
- Il panda del Qinling, A. m. qinlingensis,[21] ha un areale limitato ai monti Qin nello Shaanxi ad altitudini di 1300-3000 metri. Il tipico pattern bianco e nero dei panda giganti del Sichuan è sostituito da un motivo marrone chiaro e bianco. Il cranio di A. m. qinlingensis è più piccolo dei suoi parenti e presenta molari più grandi;

Uno studio dettagliato della storia genetica del panda gigante del 2012 conferma che la separazione della popolazione di Qinlin è avvenuta circa 300.000 anni fa e rivela che la popolazione non-Qinlin si è ulteriormente divisa in due gruppi, chiamati rispettivamente il gruppo Minshan e il gruppo Qionglai-Daxiangling-Xiaoxiangling-Liangshan, circa 2.800 anni fa.

## La salvaguardia del panda gigante

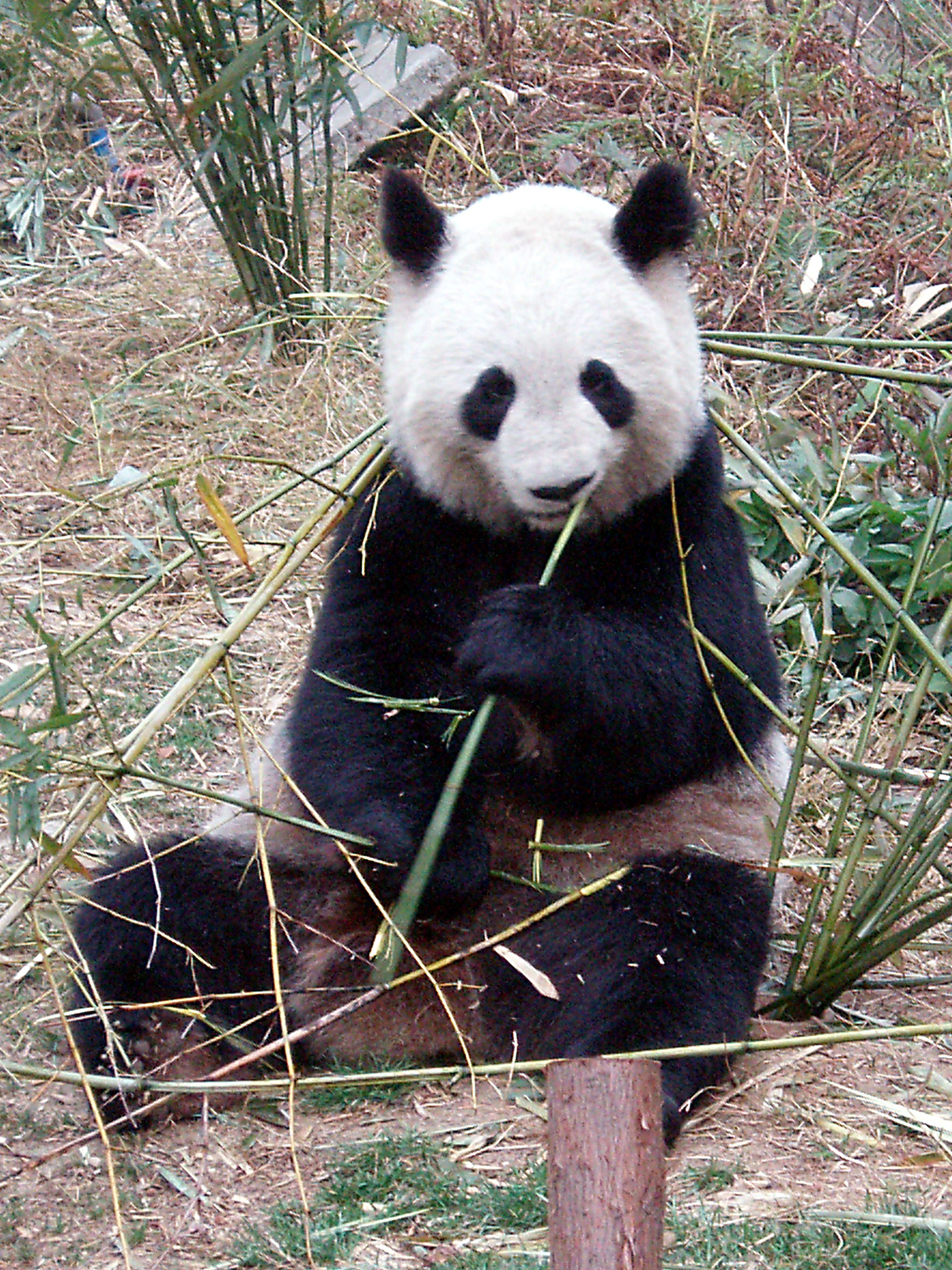
Panda nel Centro di ricerca del panda gigante di Chengdu, Cina

I panda giganti sono una specie a rischio, minacciata di continuo dall'impoverimento del loro habitat e da un tasso di natalità molto basso (vedi la sezione riproduzione). Si crede che siano in circa 1.600 a sopravvivere allo stato naturale. Il panda gigante è il simbolo del WWF (World Wildlife Fund), organizzazione che si occupa di preservare le specie dal rischio di estinzione.
La Zoological Society of London, in base a criteri di unicità evolutiva e di esiguità della popolazione, considera il panda gigante una delle 100 specie di mammiferi a maggiore rischio di estinzione.
Per ovviare alla mancanza di informazioni sui panda si è deciso di costruire un centro di ricerca nella valle di Wolong in Cina. È stato inoltre creato un centro di riproduzione in cattività. I risultati di questa ricerca sono serviti a redigere progetti dettagliati per realizzare e gestire riserve in cui collocare gli esemplari rimasti: tali progetti prevedono, fra l'altro, la creazione di corridoi di foresta che colleghino le varie riserve, un intervento sul territorio volto alla reintroduzione di numerose specie di bambù, in modo da evitare che le piante muoiano tutte nello stesso periodo, e la realizzazione di iniziative con cui indurre gli abitanti delle foreste e dei villaggi a procedere in modo selettivo nella distribuzione delle foreste di bambù.
Tuttavia, negli ultimi anni, il rischio del panda gigante è relativamente diminuito tanto da non venire più considerato propriamente in via di estinzione.

## Panda nati in cattività
Il primo panda nato in cattività, una femmina chiamata Ming-Ming, nacque il 9 settembre 1963 nello zoo di Pechino. Nel 1978 nello stesso zoo venne alla luce Yaun Jing, il primo piccolo di panda frutto di un'inseminazione artificiale. Nel XXI secolo il panda si riproduce di frequente anche in cattività, per esempio negli zoo di Madrid, Città del Messico, Tokyo, Vienna, Berlino, Toronto, San Diego, Washington. Mentre fino al 1992 lo zoo di Pechino ha fatto nascere 30 panda, sul finire degli anni 2010 vengono alla luce diverse decine di panda ogni anno.

## La scomparsa del bambù
Il panda si nutre di germogli di bambù, piante che muoiono dopo la fioritura: nel suo habitat ne esistono numerose specie e ciò impedisce che esse fioriscano e muoiano simultaneamente; invece, nelle zone contaminate dall'intervento umano rimangono spesso pochi tipi di bambù (a volte addirittura uno solo). Nel 1975, essendosi sfortunatamente verificata una fioritura contemporanea di tutte le specie di bambù rimaste, i panda restarono privi di cibo e furono decimati. Nel corso della sua evoluzione il panda aveva sviluppato la capacità di far fronte alle periodiche morie di piante percorrendo lunghe distanze in cerca di nuove foreste - migrazioni che servivano anche a evitare che esemplari di uno stesso gruppo si accoppiassero fra loro. Tuttavia, da quando l'habitat del panda è stato sottoposto a processi di degrado e deforestazione, questa possibilità di rifugiarsi in altre foreste in cui trovare nuovo cibo e accoppiarsi è venuta a mancare.

## Il panda gigante nell'Occidente

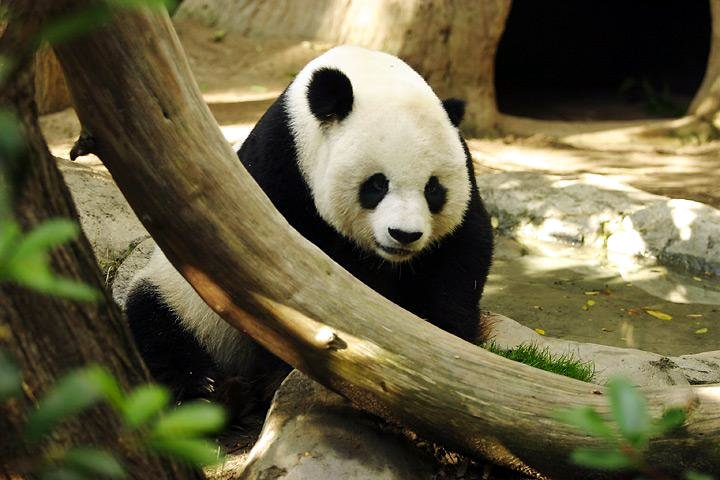
Un adulto di panda gigante allo Zoo di San Diego

Il panda gigante è stato conosciuto in Occidente a partire dal 1869, grazie al missionario francese Armand David (1826–1900) che donò al Museo di Storia Naturale di Parigi la pelle di un esemplare morto procuratagli da un cacciatore. I cacciatori e coloro che fornivano gli animali agli zoo si recarono sul posto attirati da questa rarità e, nei primi tempi, vennero prelevati dalle foreste cinesi circa 70 esemplari. Dal 1949 le esportazioni sono sottoposte a un severo controllo: fino al 1983 sono stati prelevati e trasferiti a zoo di tutto il mondo 24 esemplari.
Il prestito di panda giganti a zoo statunitensi e giapponesi ha costituito un importante tassello all'interno della diplomazia della repubblica popolare cinese negli anni '70, in quanto tra i primi scambi culturali intervenuti tra la Cina e l'Occidente.
Tuttavia, a partire dal 1984 i panda hanno smesso di essere oggetto di relazioni diplomatiche: la Cina ha infatti da allora cominciato ad offrire i panda in dono oppure in prestito ad altri paesi; in quest'ultimo caso soltanto per periodi di dieci anni.
Nel 1998 un'azione legale intrapresa dal WWF ha spronato l'U.S. Fish and Wildlife Service a richiedere agli zoo americani che l'importazione di panda continui a condizione di assicurare che metà della tariffa versata alla Cina venga utilizzata al fine della conservazione dei panda all'interno del loro habitat naturale.
I panda ad oggi nel continente europeo sono: 
- una coppia nello zoo di Vienna (il maschio della coppia originaria, arrivata a Vienna nel 2003, è morto improvvisamente nel dicembre 2016. La coppia originaria, Long Hui e Yang Yang, ha avuto cinque cuccioli nel corso degli anni, tra cui gemelli nati nell'estate 2016. Un nuovo panda maschio è arrivato a Vienna nell'aprile 2019);
- una coppia nello zoo di Madrid dal 2007;
- una coppia nello zoo di Edimburgo dal 2011;
- una coppia dal 2012 allo zoo di Beauval, in Francia, con un cucciolo nato nell'agosto 2017;
- una coppia, Hao Hao e Xing Hui, dal febbraio 2014 a Bruxelles in prestito per 15 anni, con tre cuccioli, tra cui gemelli nati nell'estate 2019;
- una coppia a Rhenen nei Paesi Bassi vicino a Utrecht, dal 2016;
- una coppia, Meng Meng e Jiao Qing, al Zoologischer Garten Berlin dall'estate 2017, con i cuccioli Meng Yuan e Meng Xiang nati nell'estate 2019;
- una coppia allo zoo di Ähtäri in Finlandia dal gennaio 2018;
- una coppia allo zoo di Copenaghen dall'aprile 2019;
- una coppia allo zoo di Mosca dal 2019.

Bao Bao, nato nel 1978 e donato nel 1980 al Zoologischer Garten Berlin dove è morto nel 2012, è stato l'animale più anziano della sua specie a vivere in cattività.

## Nella cultura di massa
Il Panda è uno dei mammiferi carnivori più famosi al mondo, anche se molte persone sono convinte che sia onnivoro; tale fama è dovuta al loro carattere assai attraente, che lo hanno reso protagonista di centinaia di giocattoli, peluche e altri accessori con la sua immagine, incluse molte sue apparizioni in alcuni media tra cui:
- Pandamonium è una serie televisiva della Marvel prodotta nel 1982 nella quale tre panda antropomorfi aiutano i due umani protagonisti ad ostacolare il piano del malvagio Mondraggor.
- Genma Saotome è un personaggio del manga Ranma ½ di Rumiko Takahashi. Sebbene egli sia normalmente un uomo, appare per lo più nella forma di un panda: mentre si trovava in Cina è caduto in una sorgente maledetta dove era annegato un panda gigante, e da allora il suo corpo assume le sembianze di un panda gigante tutte le volte che si bagna con l'acqua fredda.
- Nella serie di film di Kung Fu Panda della Dreamworks il protagonista di nome Po è un panda gigante esperto lottatore di kung fu.
- Altro esempio del Panda nell’animazione è rappresentato da Andy Panda, celebre personaggio creato da Walter Lantz.
- Il musicista Panda Bear, degli Animal Collective, scelse il suo nome d'arte per il fatto che disegnava questo animale nelle sue prime creazioni musicali.[27]
- A Panda piace è una serie di strisce a fumetti creata a partire dal 2008 da Giacomo Bevilacqua.
- Nella serie animata We Bare Bears - Siamo solo orsi i tre protagonisti sono un orso Grizzly (chiamato Grizzly), un orso polare  (chiamato Orso Bianco)e un panda gigante (chiamato Panda)
- A causa del fatto che fosse una specie a rischio estinzione, la Mojang decide di inserire nel videogioco Minecraft il panda, insieme a lui è stato aggiunto un nuovo bioma, la foresta di Bamboo, in cui l’animale si può generare, nel gioco esistono numerose varianti del panda che variano per la maggior parte nell’espressione facciale (c’è infatti quello normale, quello felice, quello arrabbiato, quello triste, quello giocherellone e quello raffreddato), fatta eccezione per il panda marrone, variante in cui è presente solo una versione identica al panda normale, che cambia solo nel colore della pelle. Tutte le varianti del panda (esclusa quella normale) mostrano delle meccaniche aggiuntive che gli differenzia da quello normale. Il panda è neutrale, il che vuol dire che è pacifico nei confronti del giocatore fino a quando non viene provocato.[28]
- Nell'anime Jujutsu Kaisen è presente il personaggio Panda, alleato del protagonista Yuji Itadori ed iscritto al secondo anno della scuola di stregoneria di Tokyo. In accordo con le informazioni rivelate al protagonista ed al pubblico, Panda è un guscio maledetto (呪骸 Jugai) dalle fattezze del noto animale, pertanto è un oggetto non vivente in cui è stata infuso lo spirito di una maledizione e che, per tal motivo, ha assunto propria volontà.
- La specie ha ispirato il nome della celebre utilitaria prodotta dalla casa automobilistica FIAT.